# Вторжение пришельцев: S.U.M.1 (фильм, 2017)
«Вторжение пришельцев: S.U.M.1» (англ. Alien Invasion: S.U.M.1) — научно-фантастический фильм 2017 года режиссёра Кристиана Паскуариелло с Иваном Реоном и Андре Хеннике в главных ролях.

## Описание
Рядовой S.U.M.1, солдат, живущий на постапокалиптической Земле, выполняет стодневную миссию за пределами Эксилиума — высоко укреплённого комплекса, в котором живут люди, выжившие после инопланетного вторжения. S.U.M.1 назначен на аванпост для наблюдения и охраны удалённого бункера, который является частью оборонительного кольца, окружающего комплекс.

## Сюжет
Солдат S.U.M.1 завершает обучение и садится в бронемашину, чтобы отправиться на 100 дней на аванпост «Цербер». По пути он видит на улице беженцев, бегущих в сторону Эксилиума. Высадив солдата, бронемашина уезжает, пока он осматривается. Попасть в жилой бункер ему не удаётся — дверь заклинило, поэтому S.U.M.1 забирается на вышку часового, чтобы связаться с вышестоящим руководством, где узнаёт, что бывший солдат, занимавший его пост, V.A.X.7, был эвакуирован по медицинским показаниям и что всё в порядке. Его инструктируют, как пройти к чёрному входу в бункер, дают код доступа на день, и он отправляется обустраиваться. Солдат открывает наружную дверь, проходит по длинному коридору и попадает в жилое помещение, неухоженное и в основном пустое. Здесь есть 6 коек и центральный стол, он убирает свои продукты и чистит помещение, заканчивая полировкой стеклянного стакана.
Затем S.U.M.1 вступает в монотонный цикл, в котором ему снятся дети, резвящиеся на тёплом голубом фоне, его резко будит ежедневный сигнал будильника, сообщающий, сколько дней осталось до конца срока службы, физические упражнения, душ, ежедневные контрольные проверки и одна пайковая сигарета. Снаружи постоянно звучат аудиосообщения, призывающие оставшихся в живых людей отправиться на Экзилиум для защиты от Нечто, а в обязанности солдат входит оказание посильной помощи в этом. Аванпост «Цербер» состоит из башни, окружённой оборонительным кругом, состоящим из отдельных колец безопасности, каждое из которых сосредоточено вокруг камеры наблюдения. В рамках своих обязанностей S.U.M.1 выходит наружу для обслуживания системы безопасности, и со временем ему становится всё более интересно, почему он никогда не видел Нечто и что происходит на самом деле. Камера также фокусируется на многочисленных защитных куполах, в которых установлены камеры, и ведёт интенсивное наблюдение за солдатами, в то время как солдаты наблюдают за своим защитным кругом (ДК). Вскоре после того как они поселились на новом месте, по общей радиосвязи сообщается, что пост Лилопс внезапно атаковали Нечто, и S.U.M.1 видит и слышит взрывы и крики пришельцев с балкона своей башни.
Ему становится скучно и одиноко, тем более что вокруг нет других людей, а связь с начальством всегда обрывается, к тому же оно всегда говорит, чтобы солдат не волновался. В конце концов, он подружился с крысой, называя её Доком и делясь с ней своей едой (а иногда и кровью). Одиночество начинает перерастать в галлюцинации и вызывает сомнения в правильности миссии, и хотя S.U.M.1 сообщает о том, что видит и переживает, в том числе о находке армейского жетона на дереве вместе с мёртвой птицей, все его опасения быстро отметаются командиром, что заставляет его сомневаться ещё больше. Исследуя бункер более тщательно, он обнаруживает на стене пятно крови и начинает подозревать, что V.A.X.7 застрелился, а эвакуация не проводилась. Тогда солдат решает взломать всё ещё запертый шкафчик V.A.X.7 и пытается выяснить, что же происходит на самом деле. Взломав замок, он находит блокнот и рацию. Среди рисунков есть набросок «Цербера» и соседнего защитного круга «Грамма», это вызывает интерес S.U.M.1. Он выходит на связь с «Грэмом», но в периметре его ДК активирует вызывающий боль имплант, который не даёт ему продолжить путь, наряду со звуковыми командами оставаться на посту. Солдат решает немного отступить и залезть на дерево, надеясь установить контакт, помахав рукой и крикнув «Грэму», но ответа не получает.
Вернувшись в бункер, S.U.M.1 так расстроился, что, полируя стеклянный стакан, разбивает его и случайно режется осколком. Пока они с Доком приводят себя в порядок, солдат слышит музыку из рации в шкафчике, а затем голос соседнего солдата K.E.R.4, который зовёт V.A.X.7. Пока он пытается представиться V.A.X.7, отправляющий солдат понимает, что это не он, спрашивает, что случилось с V.A.X.7, и завершает связь, сказав, что связь несанкционированная. По мере того как S.U.M.1 продолжает свою службу, его психическое состояние ухудшается, поскольку он продолжает вести расследование и происходят странные «совпадения», например, во время копания в видеоистории форпоста внезапно отключается электричество, а после его восстановления файлы, которые он просматривал, пропадают. S.U.M.1 продолжает сомневаться во всём, особенно когда перебои с электричеством на форпосте сводятся к минимуму, и ему сообщают, что MAC в конце концов прибудет, чтобы всё исправить, но примерная дата не называется, учитывая опасность Нечто.
MAC наконец-то прибыл во время грозы, и, хотя он благодарен за то, что с ним можно поговорить, S.U.M.1 также очень подозрителен к новичку и относится к тому холодно. Дело доходит до потасовки, когда MAC с размаху впечатывает Дока в стену. В конце концов он достаёт пистолет, чтобы отключить внутреннюю камеру и помочь разблокировать исторические видеозаписи. Когда MAC застревает (для доступа к нему требуются ежедневные коды двух солдат), они снова ссорятся. Проиграв бой, MAC рассказывает S.U.M.1 о своих военных историях, когда он был солдатом, сражавшимся с Нечто, и S.U.M.1 запирает MAC в бункере, получив по рации набор кодов от K.E.R.4. Покопавшись в видеозаписях, он выясняет, что V.A.X.7 всё-таки сошёл с ума, и S.U.M.1 докладывает об этом K.E.R.4. Теории заговора переполняют его, S.U.M.1 утверждает, что нет никаких Нечто, от которых можно было бы защититься, а их миссия по доставке людей в Экзилиум — это уловка, чтобы ограничить потребление истощающихся природных ресурсов, пока богатые и влиятельные люди наслаждаются остатками ресурсов без ограничений. После своей тирады он просит K.E.R.4 о встрече, на что тот неохотно соглашается.
Немного успокоившись, S.U.M.1 возвращается в бункер-жилище, но его снова выводит из себя сообщение о наступлении Нечто, и он случайно в ярости убивает Дока, находившегося в брошенной им железной банке. В трауре он выходит на улицу голым, с ещё не окрепшей психикой и видит чудовищную фигуру — S.U.M.1 считает, что это Нечто. Вытащив из дерева рога, он смертельно ранит монстра, но обнаруживает, что это V.A.X.7, благодаря татуировке на шее, что ещё больше укрепляет его веру в теорию заговора. Он возвращается, чтобы освободить MAC, и рассказывает ему о заговоре, в том числе о том, что, по его мнению, MAC в нём замешан и что рассказы MAC свели V.A.X.7 с ума. В последний раз угрожая жизни MAСа, он спрашивает, как деактивировать ДК, чтобы тот мог покинуть свой пост и поговорить с K.E.R.4. Получив информацию, он освобождает MAC, но при этом уничтожает его компьютер 4x4.
S.U.M.1 подходит к периметру ДК и, испытывая боль, подкапывает кабель и перерезает его, подавая сигнал тревоги, а сам продолжает путь к «Грэм». Войдя внутрь и поднявшись наверх, он обнаруживает, что башня в беспорядке после нападения, а K.E.R.4 нигде нет. Увидев капли крови, причём не своей, он окончательно понимает, что угроза со стороны Нечто реальна, и, выглянув в разбитые окна, видит в сумерках атакующие машины. Поскольку его ДК отключён, а «Грэм» уже выведен из строя, Нечто получает возможность продвинуться вперёд и атаковать, и пока MAC возвращается, чтобы попытаться спасти S.U.M.1, его автомобиль захватывает Нечто, а его самого съедают или обезглавливают другим способом. S.U.M.1 спасается бегством и пытается войти в свой бункер, но обнаруживает, что ежедневный код не работает, поскольку он разбил свой наручный компьютер. С третьей попытки ему удаётся войти, и автоматическая система сообщает ему, что нужно сохранять спокойствие, пока идёт эвакуация. Однако солдат быстро обнаруживает, что бункер не в состоянии противостоять атаке Нечто, и фильм заканчивается тем, что один из Нечто проникает в бункер и ищет S.U.M.1, который стреляет в пасть пришельца с неизвестным результатом.

## Актёрский состав
| Актёр         | Роль            |
| ------------- | --------------- |
| Иван Реон     | S.U.M.1         |
| Андре Хеннике | MAC             |
| Райнер Вернер | V.A.X.7         |
| Норман Ридус  | K.E.R.4 (голос) |